# Richard Calandra
Richard Calandra (Buffalo, 6 januari 1942 - Tallmann, 20 oktober 1986) is een Amerikaans drummer en muziekproducent.
Zijn loopbaan begon als drummer in de muziekgroep (The) Posse een plaatselijke band uit Buffalo. Posse speelde een mengeling funk, countrymuziek, blues, rock en gospel. Ze speelde voornamelijk in de staat New York. In 1976 ontmoette hij Jay Beckenstein van de dan nog in oprichting zijnde Spyro Gyra en samen gaan ze muziek produceren onder de naam Crosseyed Bear Productions. In 1977 was hij dan ook de muziekproducent die Spyro Gyra begeleidde bij hun eerste studioalbum Spyro Gyra. Hij zou de band blijven produceren tot 1986, het jaar waarin hij overleed aan alvleesklierkanker. Voor zijn werd met Spyro Gyra kreeg hij een Grammy Award, de band was jaren op rij te vinden in de jazzalbumhitlijsten in de Verenigde Staten. Posse is opgenomen in de Buffalo Hall of Fame. 
Hij gaf het stokje door aan zijn zoon Scott Calandra, ook drummer en muziekproducent, onder andere in Breakerbox. 